# Vetla
Vetla – wieś w Estonii, w prowincji Harju, w gminie Anija. Zamieszkana przez 44 osoby (stan na 31.12.2013).

## Galeria

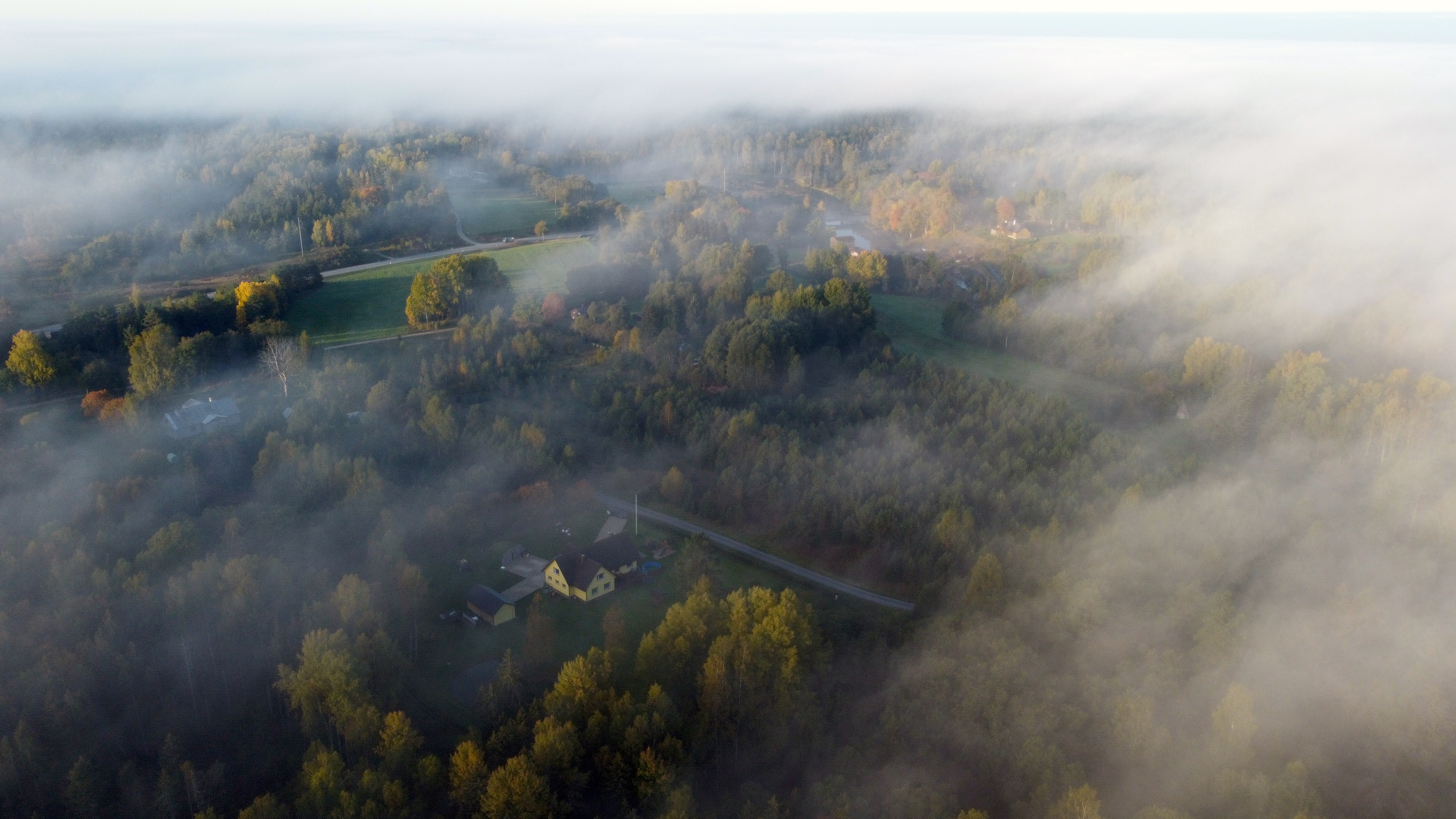
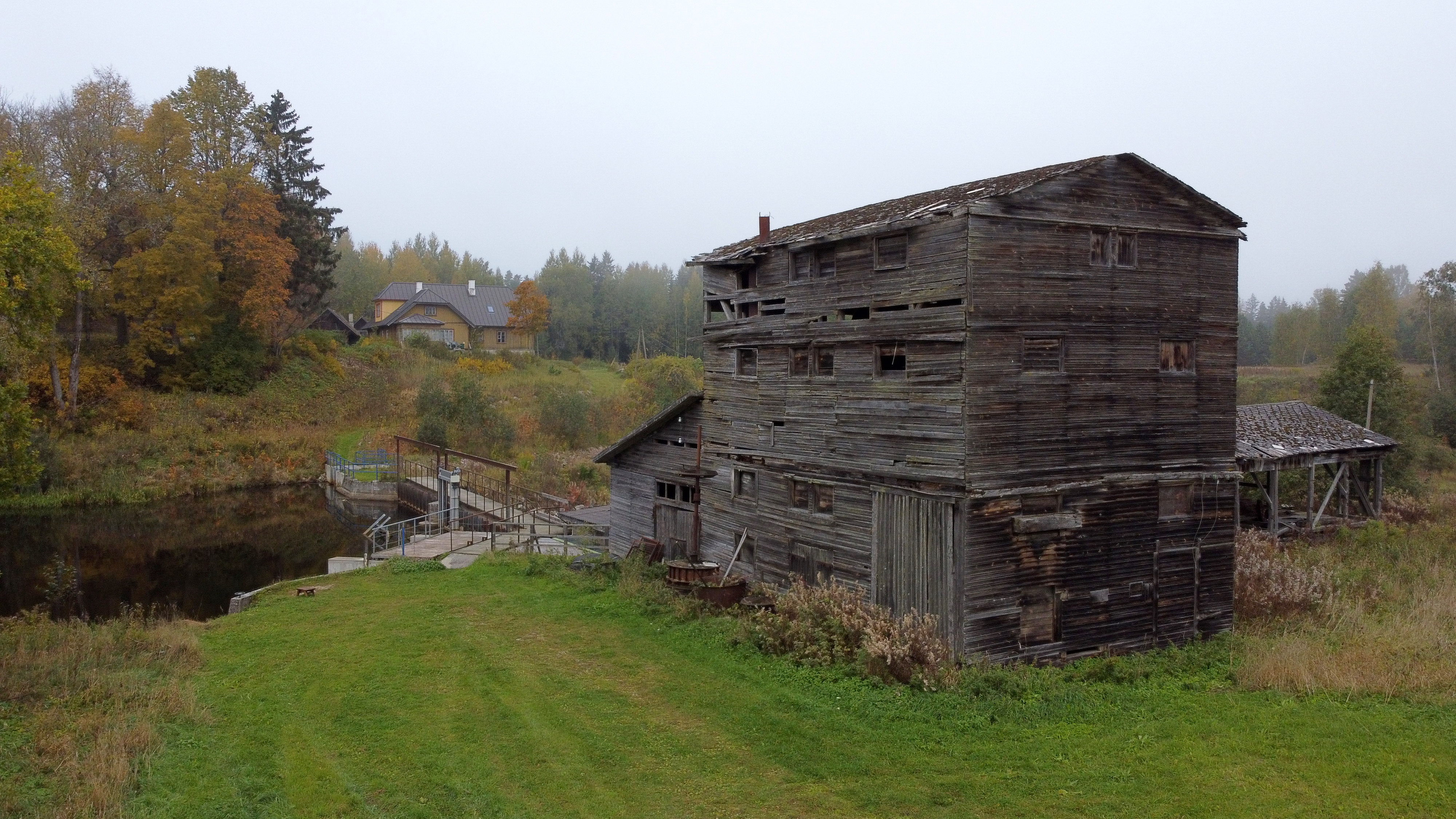
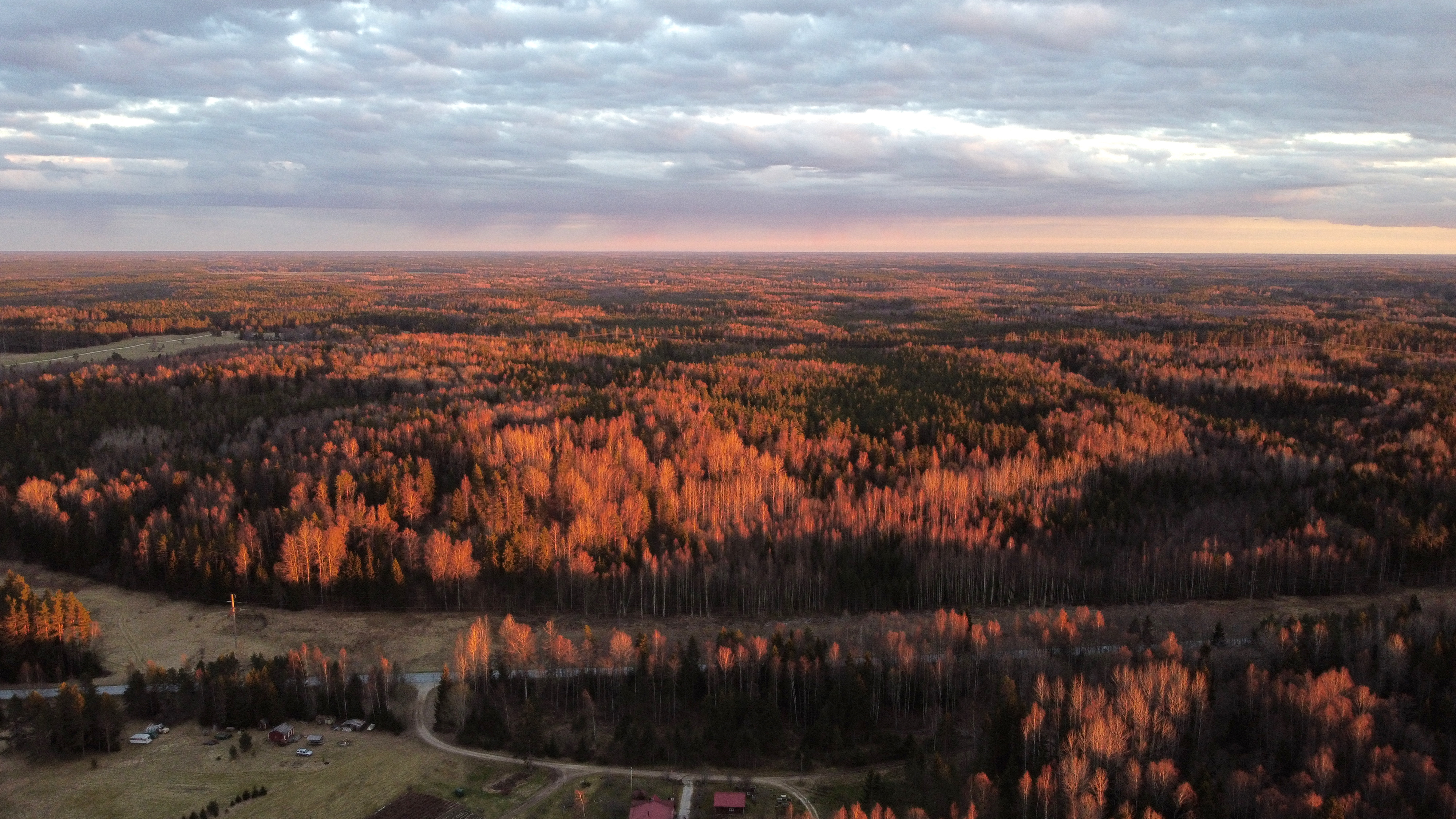
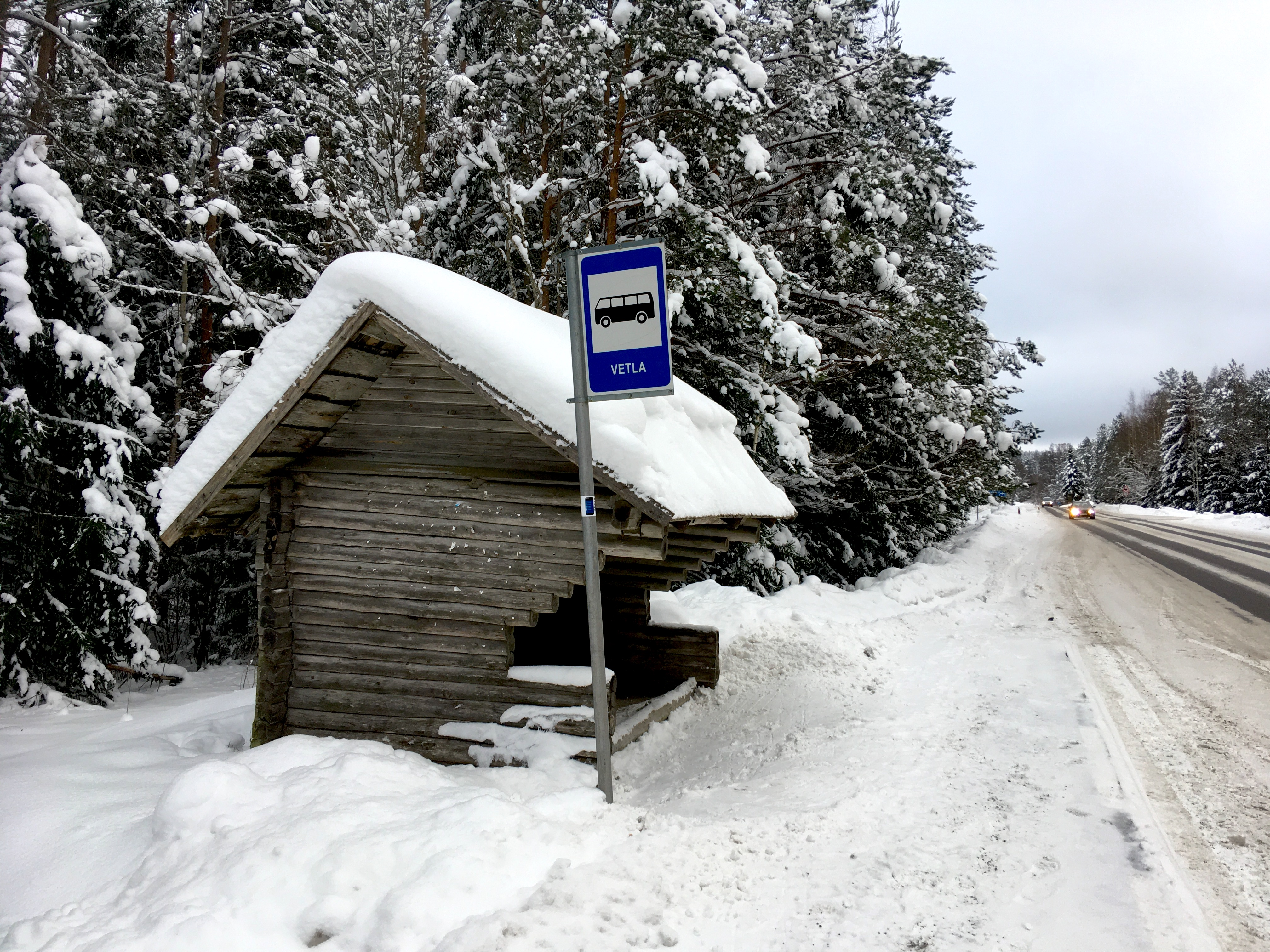
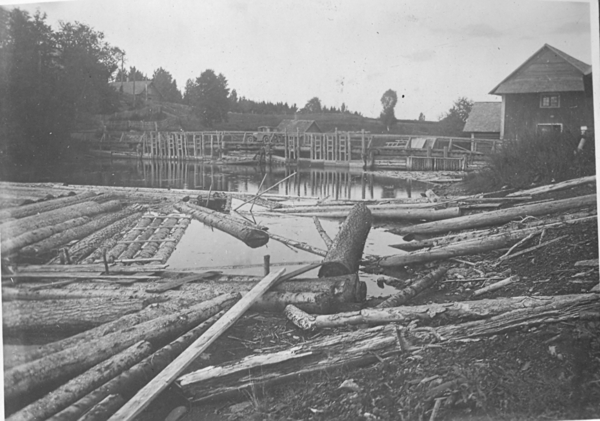
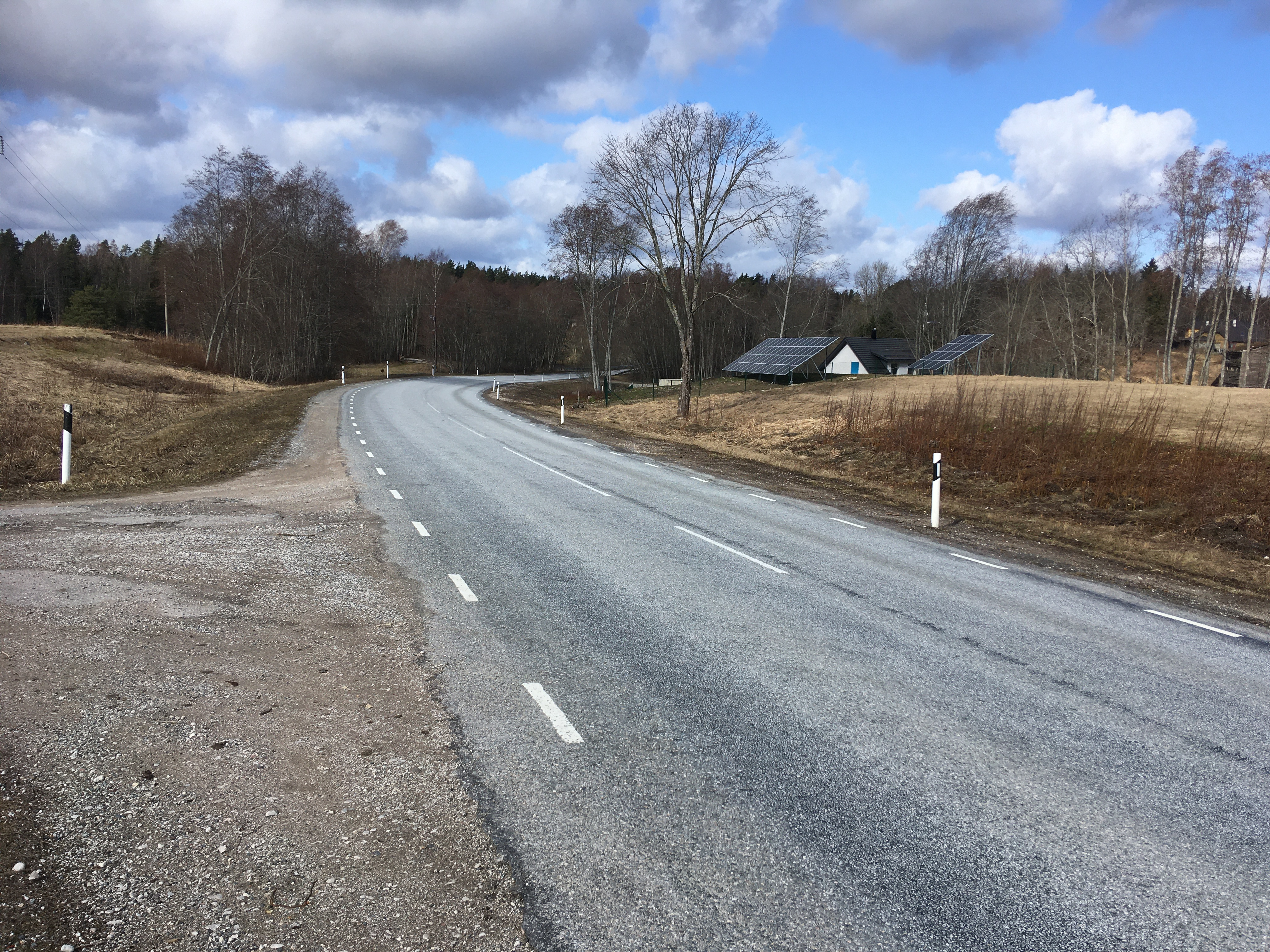
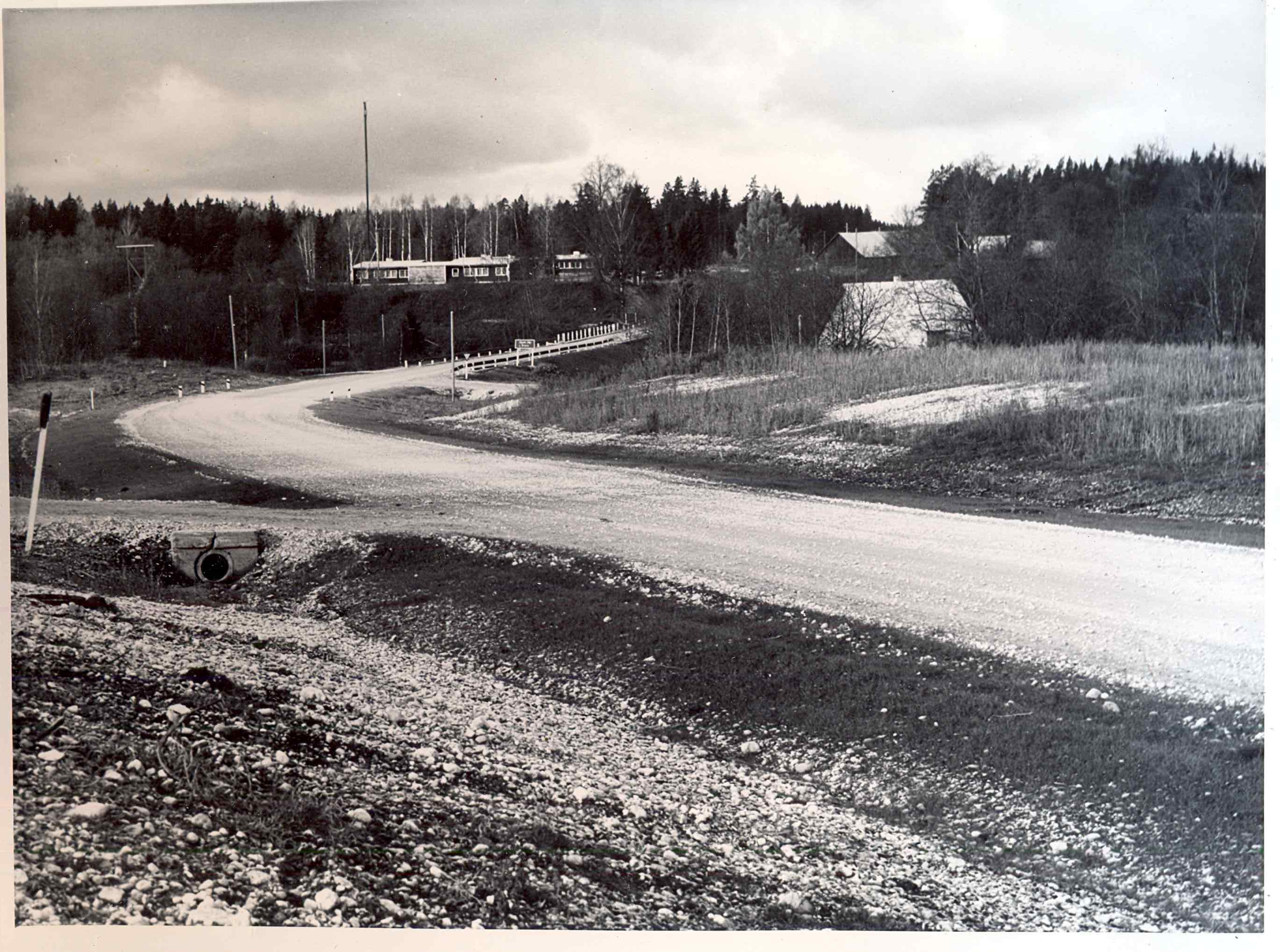
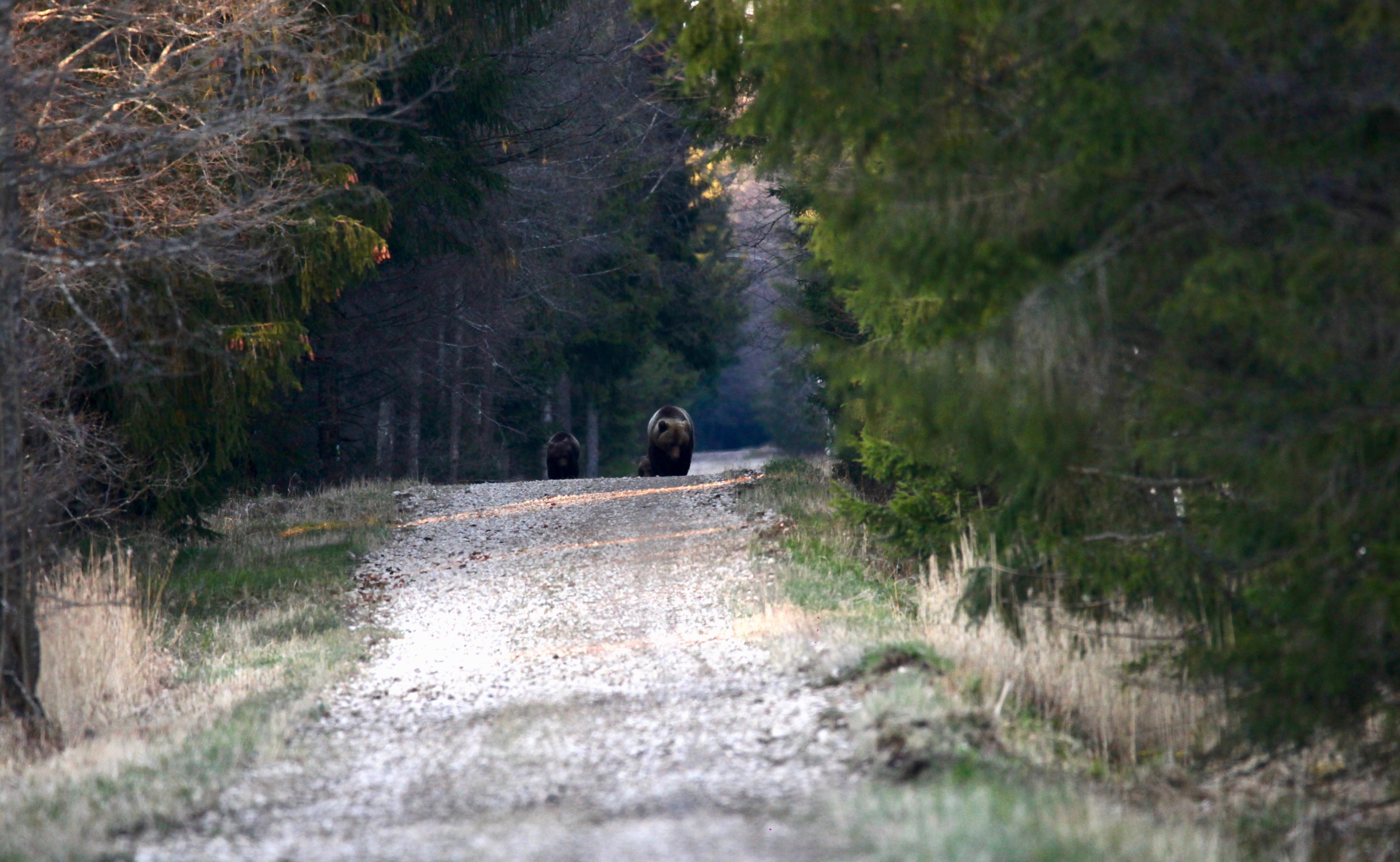